# جوسلین ریکو
جوسلین ریکو (انگلیسی: Jocelyn Rico؛ زادهٔ ۱۷ دسامبر ۱۹۵۹) بازیکن فوتبال اهل فرانسه است.
از باشگاه‌هایی که در آن بازی کرده‌است می‌توان به باشگاه فوتبال کن، باشگاه فوتبال رن، باشگاه فوتبال استاد برستوا ۲۹، باشگاه فوتبال پاری سن ژرمن، و باشگاه فوتبال نیس اشاره کرد.